# Cò xanh

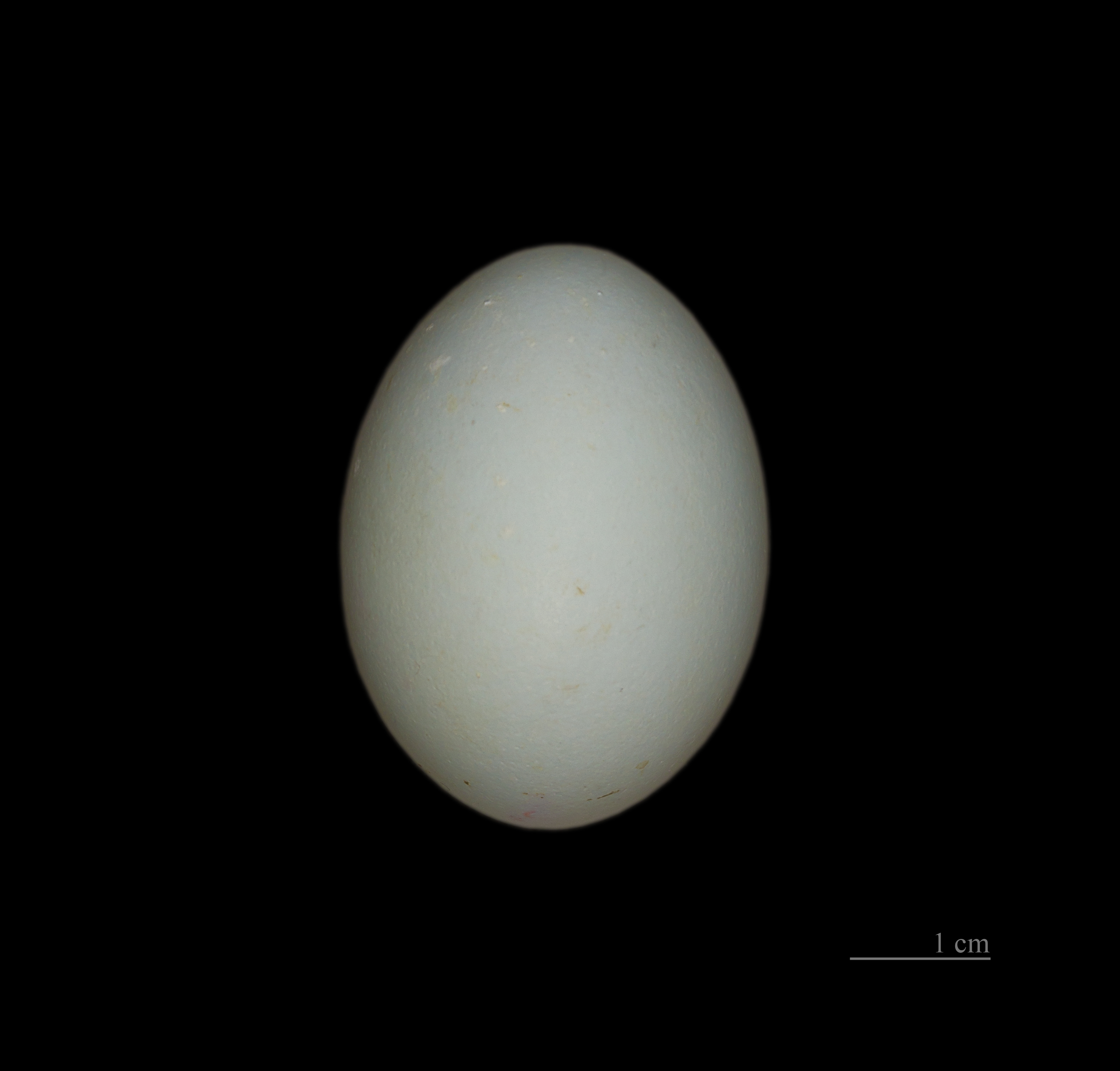
Butorides striatus

Cò xanh (tên khoa học: Butorides striata) là một loài chim trong họ Diệc.
Loài này sinh sống từ Tây Phi đến Nhật Bản và Úc. Chúng là loài không di cư.

## Hình ảnh

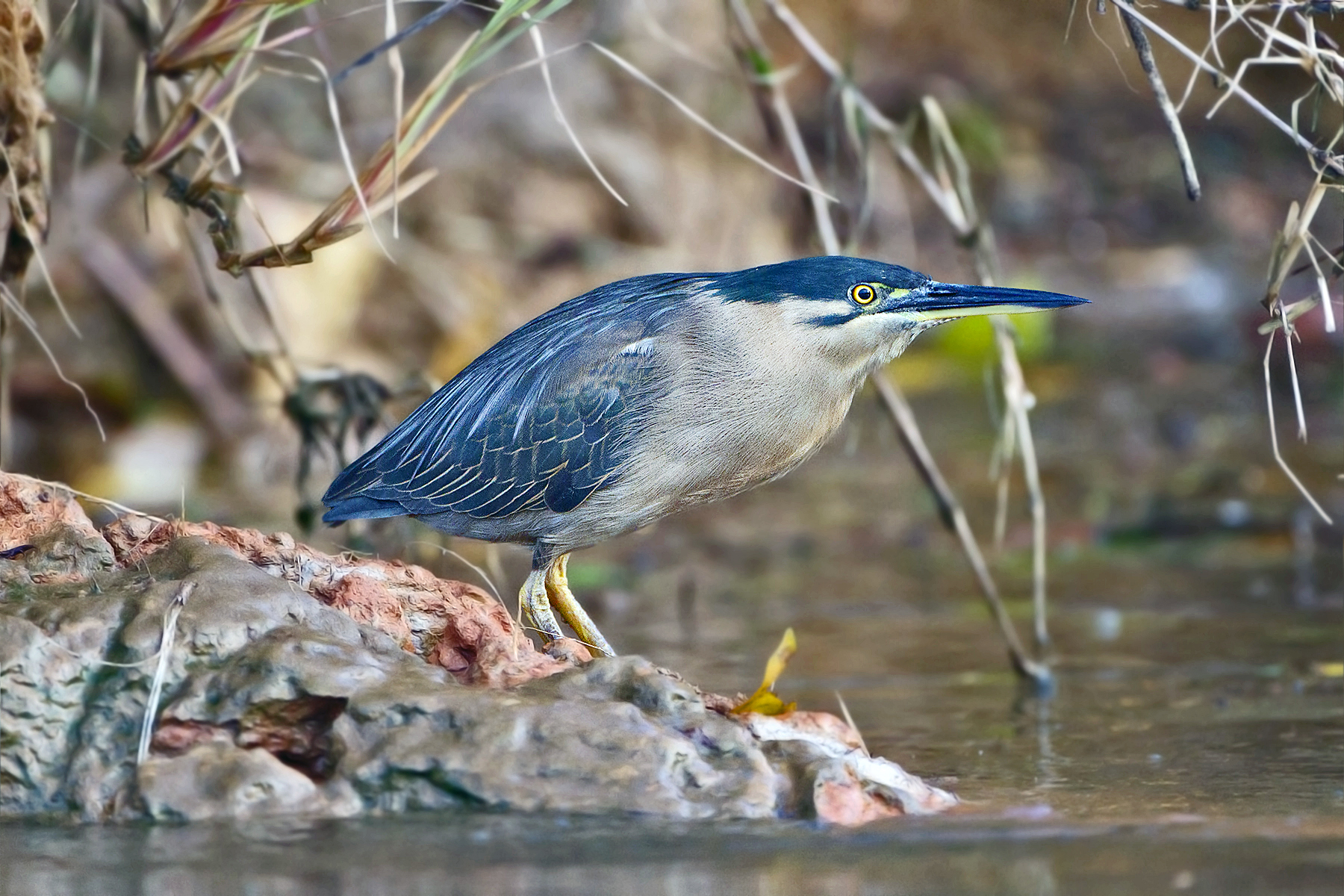
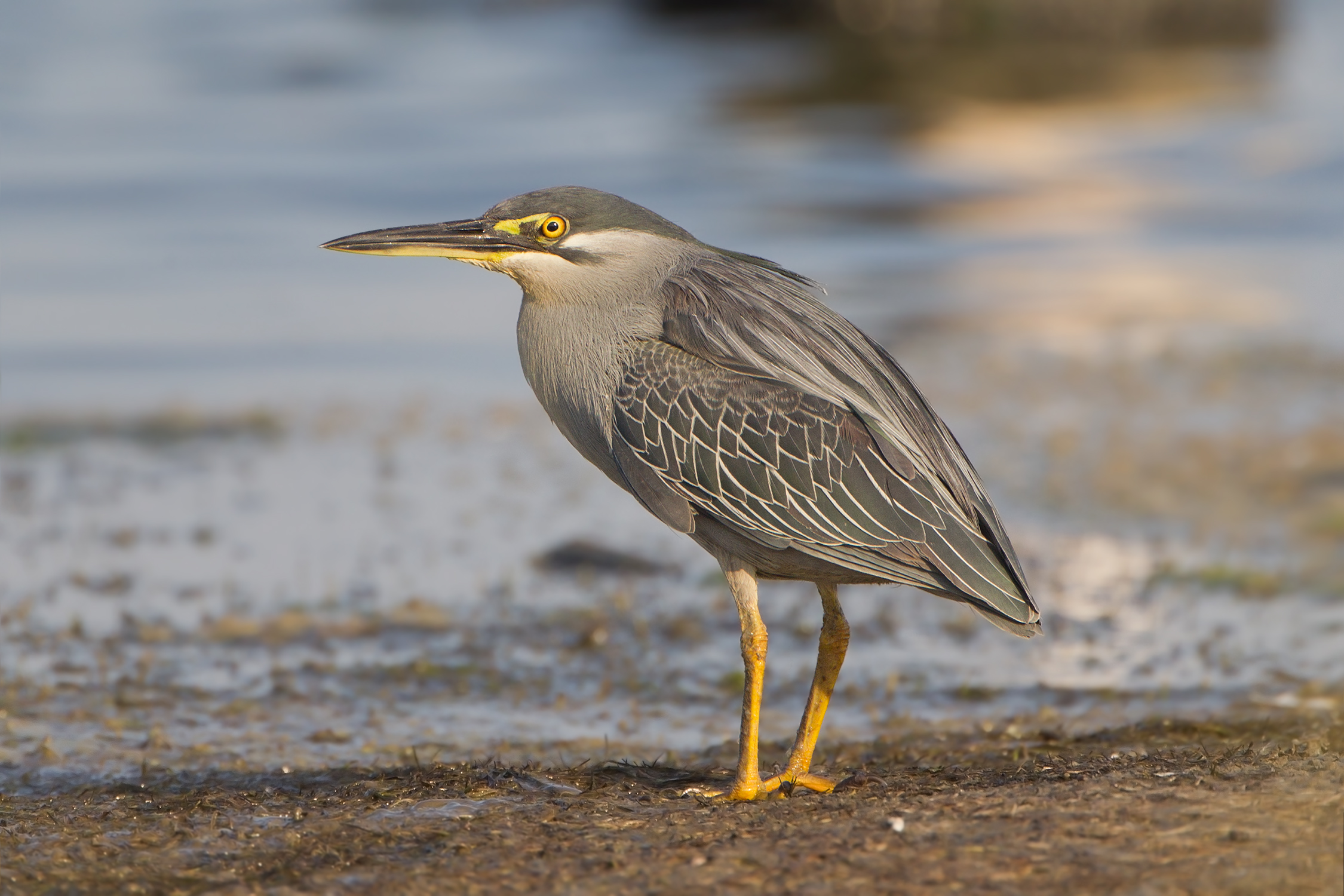
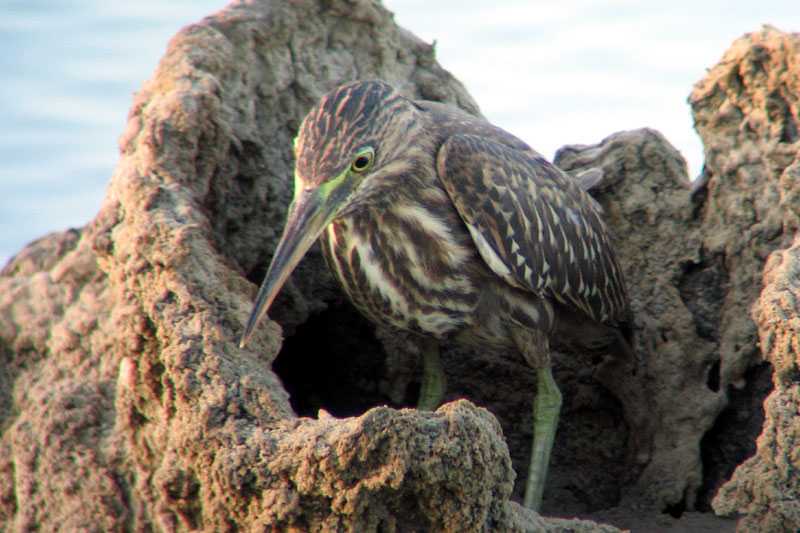
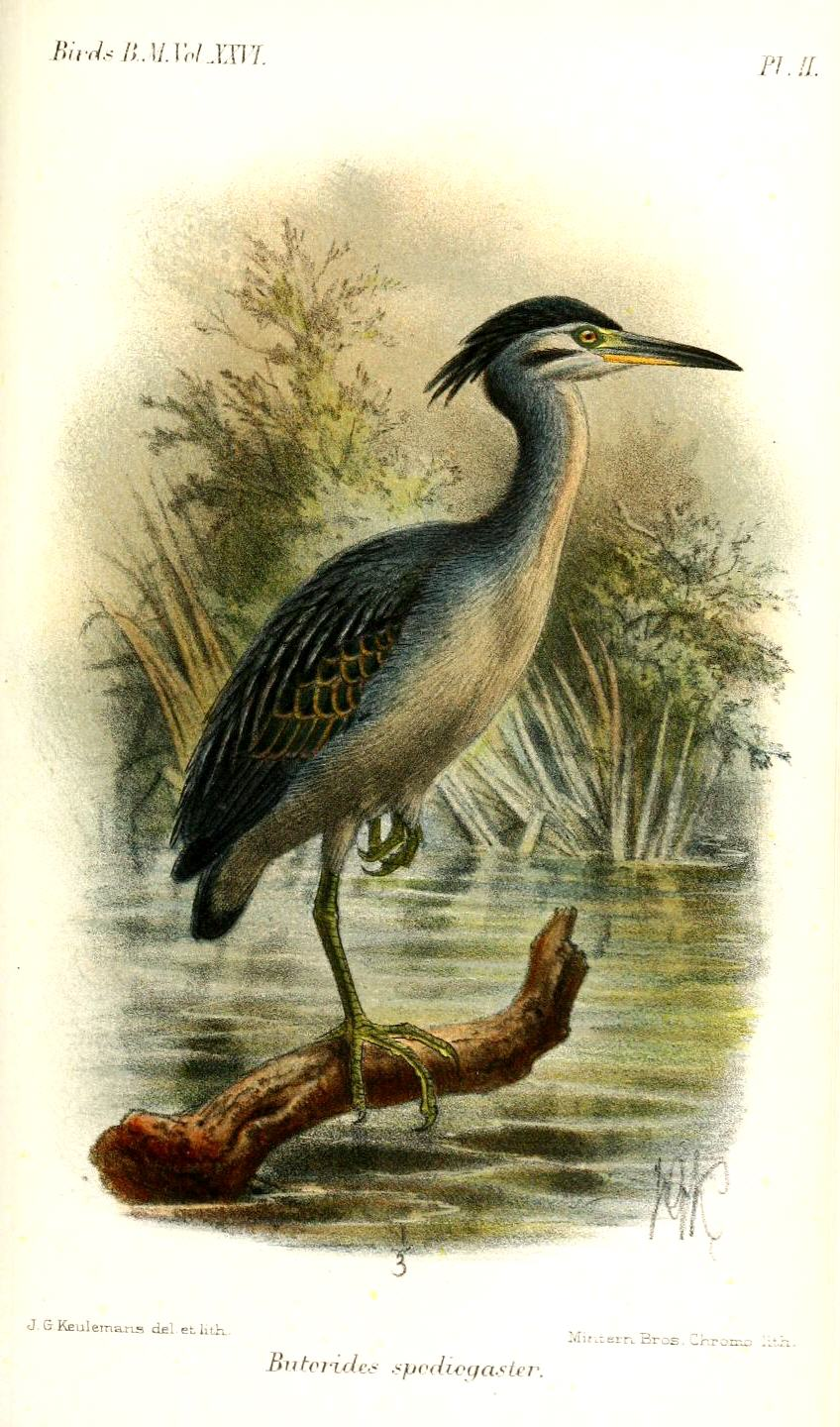